# Kasper Wojnar
Kasper Wojnar (ur. 3 stycznia 1871 w Borku, zm. 2 listopada 1948 w Poznaniu) – podpułkownik artylerii Wojska Polskiego, księgarz, publicysta, działacz niepodległościowy, legionista, kawaler Orderu Virtuti Militari.

## Życiorys
Urodził się w rodzinie małorolnego chłopa. Dzięki wsparciu księdza Edwarda Janickiego, proboszcza parafii w Jedliczu, mógł zdać egzamin do szkoły normalnej w Jaśle a później zostać przyjętym do tamtejszego gimnazjum.
Był członkiem Ligi Narodowej w latach 1900–1910.

30 września 1914 wyruszył z Krakowa na czele 3 baterii artylerii Legionów Polskich. 12 października 1914 został awansowany na podporucznika. 22 stycznia 1915, po bitwie pod Kirlibabą, komendant Legionów Polskich, Feldmarschalleutnant (odpowiednik generała-porucznika) Karol Durski-Trzaska mianował go na porucznika, o czym m.in. napisał w swoim rozkazie:

Wyrażam najwyższe uznanie i pochwałę komendy Legionów całej baterii NR III za nadzwyczaj dzielne zachowanie się i okazaną zimną krew pod silnym ogniem nieprzyjaciela w walkach pod  Pap – falva dnia 19 – tego stycznia 1915 r. Za zasługi położone w bitwach pod Pap – falva, które przyczyniły się do zaszczytnego wyróżnienia się baterii NR III, mianuje podporucznika Kaspra Wojnara, komendanta wyżej wymienionej baterii, porucznikiem, z odznakami X rangi, zaś chorążego tejże baterii Bolda Jana podporucznikiem z  odznakami XI rangi.

Kasper Wojnar był pracownikiem Biura Komisji Wojskowej Tymczasowej Rady Stanu.
Od sierpnia 1920 do 24 marca 1921 pracował w Polskim Komitecie Plebiscytowym dla Górnego Śląska, gdzie był szefem wydziału wydawniczego. Uczestniczył tu m.in. w redagowaniu broszur o charakterze agitacyjnym. Ponadto na terenie plebiscytowym wygłaszał przemówienia na wiecach i zebraniach.
Zweryfikowany w stopniu podpułkownika ze starszeństwem z dniem 1 czerwca 1919 i 20. lokatą w korpusie oficerów rezerwowych artylerii. Następnie został przeniesiony z rezerwy do pospolitego ruszenia. Po zakończeniu służby wojskowej otworzył księgarnię w Warszawie. 17 maja 1922 został odznaczony orderem wojskowym „Virtuti Militari” V klasy.  W latach 1923–1924 posiadał przydział mobilizacyjny do 8 pułku artylerii polowej w Płocku.

## Publikacje
- „Ilustrowanych dziejów Polski przedrozbiorowej”
- „Wojna bałkańska a sprawa polska”, Kraków 1913
- „O naczelniku Kościuszce”, Kraków 1916
- „Zmartwychwstanie Polski jej przeszłość i warunki rozwoju w przyszłości”, Kraków 1919.
- „Ze wspomnień i przeżyć (1888–1908)”[10], Jedlicze 2018

## Ordery i odznaczenia
- Krzyż Srebrny Orderu Wojskowego Virtuti Militari nr 7546[1] – 17 maja 1922[11][8]
- Krzyż Niepodległości (12 maja 1931)[12]
- Krzyż Walecznych (dwukrotnie)[1]
- Srebrny Krzyż Zasługi (4 marca 1925)[13]

## Upamiętnienie
Jego imieniem nazwano Gminną Bibliotekę Publiczną w Jedliczu, a 11 listopada 1999 została odsłonięta w tym miejscu tablica pamiątkowa z wizerunkiem Kaspra Wojnara.